# پاتریک بارول
پاتریک بارول (انگلیسی: Patrick Barul؛ زادهٔ ۲ اکتبر ۱۹۷۷) بازیکن فوتبال اهل فرانسه است.
از باشگاه‌هایی که در آن بازی کرده‌است می‌توان به باشگاه فوتبال لانس، باشگاه فوتبال کن، و باشگاه فوتبال نیس اشاره کرد.